# Agua Perla
Agua Perla är en ort i Mexiko.   Den ligger i kommunen Maravilla Tenejapa och delstaten Chiapas, i den sydöstra delen av landet, 900 km öster om huvudstaden Mexico City. Agua Perla ligger 222 meter över havet och antalet invånare är 183.
Terrängen runt Agua Perla är lite kuperad. Runt Agua Perla är det ganska glesbefolkat, med 30 invånare per kvadratkilometer. Närmaste större samhälle är Emiliano Zapata, 13,5 km norr om Agua Perla. I omgivningarna runt Agua Perla växer i huvudsak städsegrön lövskog.